# Muzeul „Zambaccian”

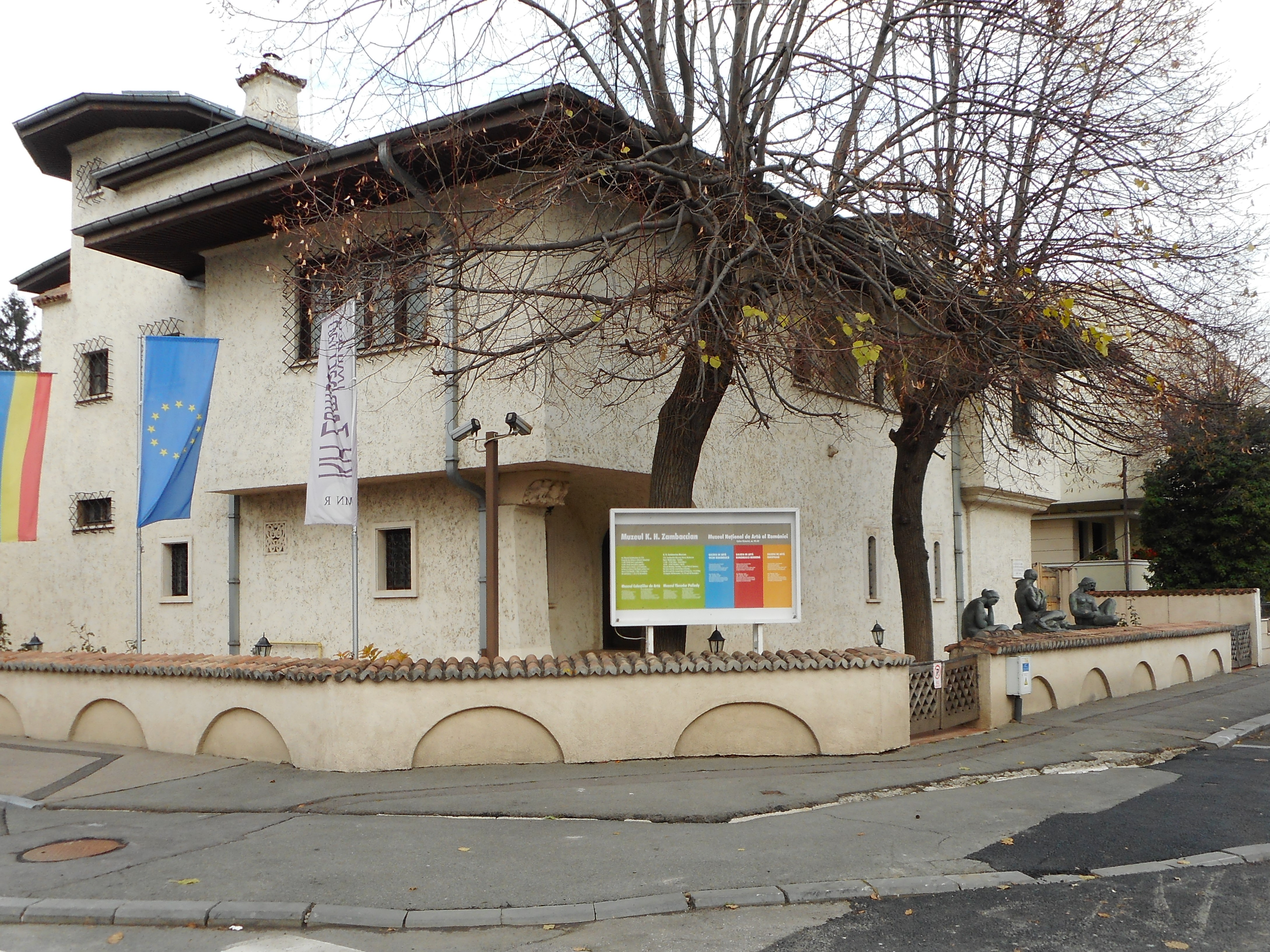
Muzeul Zambaccian

Muzeul Zambaccian este un muzeu de artă din București, aflat în apropiere de Piața Dorobanților, pe strada Muzeul Zambaccian, nr. 21A. Este situat în fosta casă a lui Krikor Zambaccian (1889 -1962), un om de afaceri român de etnie armeană, reputat critic și colecționar de artă. Muzeul a fost fondat în 1947, piesele expuse aparținând impresionantei colecții de artă donate de Krikor Zambaccian statului român, împreună cu clădirea. Muzeul a fost închis de către regimul lui Nicolae Ceaușescu în 1977, când exponatele au fost mutate în altă locație, și redeschis în 1992, în sediul inițial. În prezent, este o filială a Muzeului Național de Artă al României. Operele de artă expuse cuprind lucrări de pictură, sculptură, grafică și mobilier. Printre aceatea se numără o colecție de lucrări ale artiștilor români, inclusiv un portret al lui Zambaccian, pictat de Corneliu Baba, precum și lucrări ale mai multor impresioniști francezi.

## Istoric
„Am dăruit poporului colectia mea de artă, deoarece și talentele pe care le-am întrunit sunt ale poporului, ele fac mândria lui, altfel aș fi trădat poporul și pe artiștii cărora le-am cules rodul.”—Krikor Zambaccian
Casa lui Zambaccian, proiectată de arhitectul C.D. Galin, fusese special concepută nu numai ca spațiu de locuit, ci si ca spatiu expozitional pentru opere de artă. Casa era deschisă o zi pe săptămână pentru publicul amator de artă încă de la terminarea construcției, în 1942. Donația s-a făcut în trei etape succesive: 1947, 1957 și 1962. Actul de donație stipula ca sediu casa lui Zambaccian, unde se afla deja colecția. Muzeul a fost inaugurat la 1 martie 1947. Construcția a fost extinsă în 1957, pentru a mări spațiul de expunere.
După cutremurul din 1977, deși nu se produsese nici o deteriorare detectabilă a clădirii muzeului, guvernul comunist a folosit pretextul pentru a încălca prevederile actului de donație și a muta colecția de artă de la Muzeul Zambaccian la Muzeul Colecțiilor de Artă, nou înființat, format din colecțiile unor mici muzee și din colecții particulare expropriate. Colecția Zambaccian a putut fi vizitată ca o secțiune în cadrul Muzeului Colecțiilor de Artă până după Revoluția română din 1989. A fost returnată locației istorice în anul 1996, iar muzeul a fost redeschis.
În anul 2008 muzeul Zambaccian a fost închis pentru renovare. Cu acest prilej clădirea a fost consolidată și s-a mărit spațiul de expunere. A fost restaurată o mare parte din lucrări, iar redeschiderea a avut loc într-o nouă formulă expozițională, extinsă.

## Exponate artistice

### Pictură și grafică
Piesele din colecție includ lucrări ale pictorilor români (Ion Andreescu, Corneliu Baba, Henri Catargi, Alexandru Ciucurencu, Horia Damian, Nicolae Dărăscu, Lucian Grigorescu, Nicolae Grigorescu, Iosif Iser, Ștefan Luchian, Samuel Mutzner, Alexandru Moser Padina, Theodor Pallady, Gheorghe Petrașcu, Vasile Popescu , Camil Ressu, Nicolae Tonitza) și ale pictorilor francezi (Pierre Bonnard, Paul Cézanne, Camille Corot, Eugène Delacroix,  André Derain, Raoul Dufy, Marquet Albert, Henri Matisse, Camille Pissarro, Pierre-Auguste Renoir și Maurice Utrillo), precum și piese ale altor doi pictori care au lucrat în Franța: spaniolul Pablo Picasso și englezul Alfred Sisley.

### Sculpturi
Muzeul găzduiește opere ale sculptorilor Constantin Brâncuși, Cornel Medrea, Milița Petrașcu, Dimitrie Paciurea și Frederic Storck. Storck are propriul muzeu în București, în sectorul 1.